# 戈訥里河
46°32′12″N 8°21′26″E / 46.53657°N 8.35714°E
戈訥里河是瑞士的河流，位於該國西南部，流經瓦萊州，屬於羅訥河的支流，處於本寧阿爾卑斯山脈地區，河道全長8.4公里，流域面積40平方公里。